# Ponedjeljski prosvjedi
Ponedjeljski prosvjedi (njem. Montagsdemonstrationen) naziv je za niz miroljubivih prosvjeda Nijemaca u više istočnonjemačkih gradova (Dresden, Leipzig) održanih u pet ciklusa između rujna 1989. i travnja 1991. (više od 40 prosvjeda), a koji su nazvani »ponedjeljskima« zbog prvih prosvjeda održavanih ponedjeljcima u Leipzigu.
Prosvjedi su započeli 4. rujna 1989. u Leipzigu, pod vodstvom pastora Christiana Führera i uz tajnu potporu Luteranske crkve na tadašnjem Marksovom trgu (danas Augustusplatz), na kojem su prosvjednici zahtijevali pravo na slobodu kretanja te raspisivanje demokratskih izbora. Sljedećih dana građani drugih istočnonjemačkih gradova počeli su se okupljati na trgovima, a najznačjniji je bio Genscherov govor s balkona Istočnjonjemačkog veleposlanstva u Pragu, u kojem se založio za slobodu kretanja prema Zapadnoj Njemačkoj. Četrdesetu godišnjicu uspostave DDR-a popratilo je 3500 uhićenja i niz prosvjeda diljem zemlje.
U ponedjeljak, 9. listopada, više od 70 000 građana Leipziga okupilo se ispred središta tajne policije i vlade, uzvikujući »Mi smo narod!« (Wir sind das Volk!). Partija je na prosvjednike poslala 8000 stasijevaca, policajaca i vojnika, ali izbjegnut je tananmenski scenarij, djelomično i istupima dirigenta Masura i dijela mjesnih partijaca. Prosvjedi devetog listopada smatraju se »početkom kraja« istočnonjemačkog režima te se taj dan svečano obilježava u brojnim istočnonjemačkim gradovima.